# Godus
Godusは22cansによって制作され、DeNAによって発売されたビデオゲーム。

## ゲームプレイ
プレイヤーは信者から集められる信仰心を使って、地形を操作したり、信者に命令することで文明を発展させる。
ゲームを進めていくにつれ、プレイヤーに様々な技術が与えられる。
プレイヤーはその技術を駆使して文明の発展の手助けをしたり、敵であるアスタリを倒す事ができる。
定期的にアスタリが祝祭を開く。
その祝祭のときに幸福度がアスタリ＞信者ならば信者がアスタリに裏切り、
幸福度がアスタリ＜信者ならばアスタリが信者に寝返る。

## 開発
制作者のモリニュー氏は2012年にMicrosoftを退職し、22canを設立した。
同年11月にGodusの開発を開始し、2013年9月13日にSteamでβ版がリリースされた。
その後、iOS版は2014年8月7日に、Android版は2014年11月27日にリリースされた。